# BAFTA-galan 2014
Den 67:e upplagan av BAFTA-galan hölls i Royal Opera House, London den 16 februari 2014 och  belönade insatser inom filmer från 2013. Årets värd var Stephen Fry för nione gången.

## Vinnare och nominerade
Vinnarna listas i fetstil.
| Bästa film | Bästa regi |
| --- | --- |

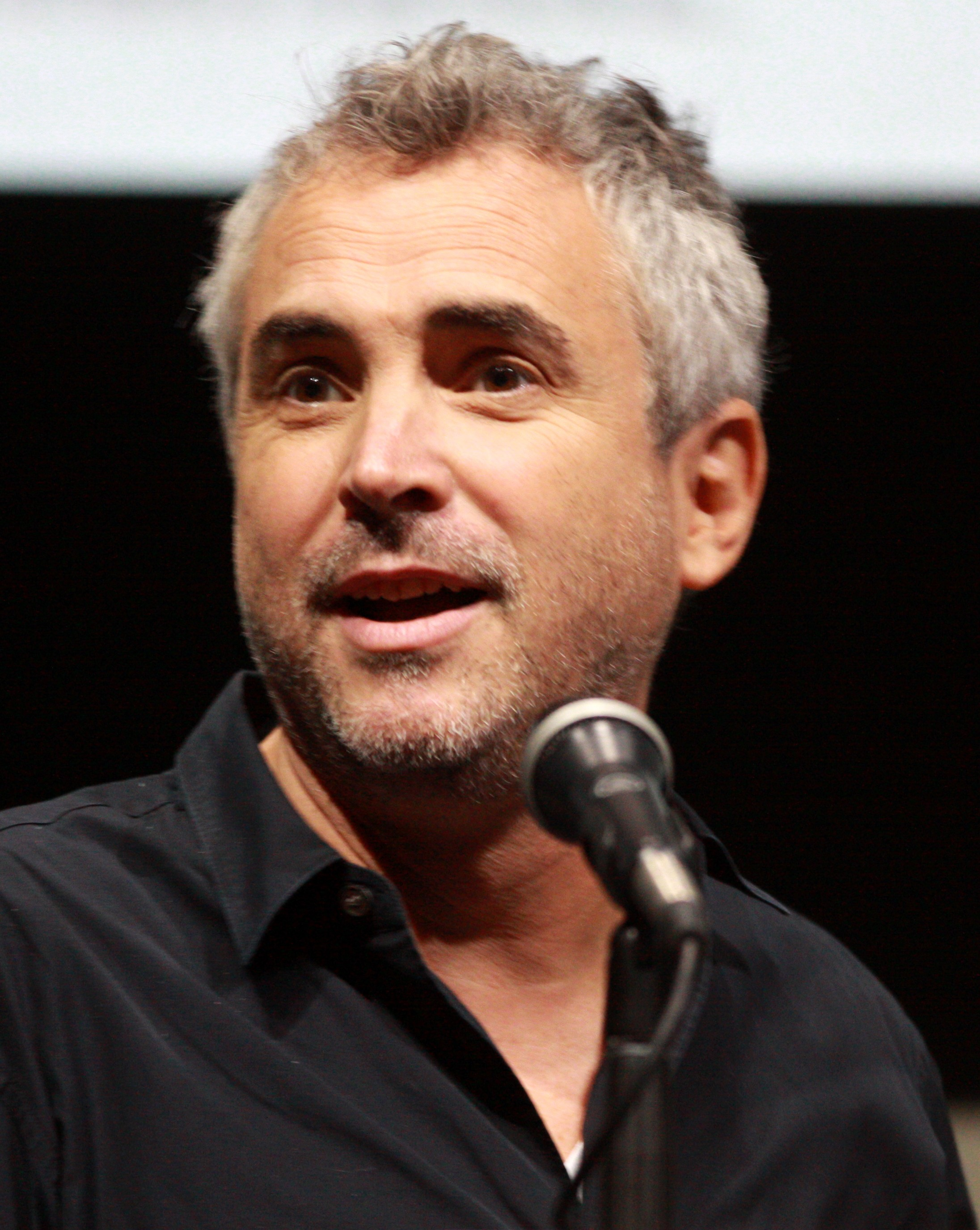
Alfonso Cuarón
Bästa regi

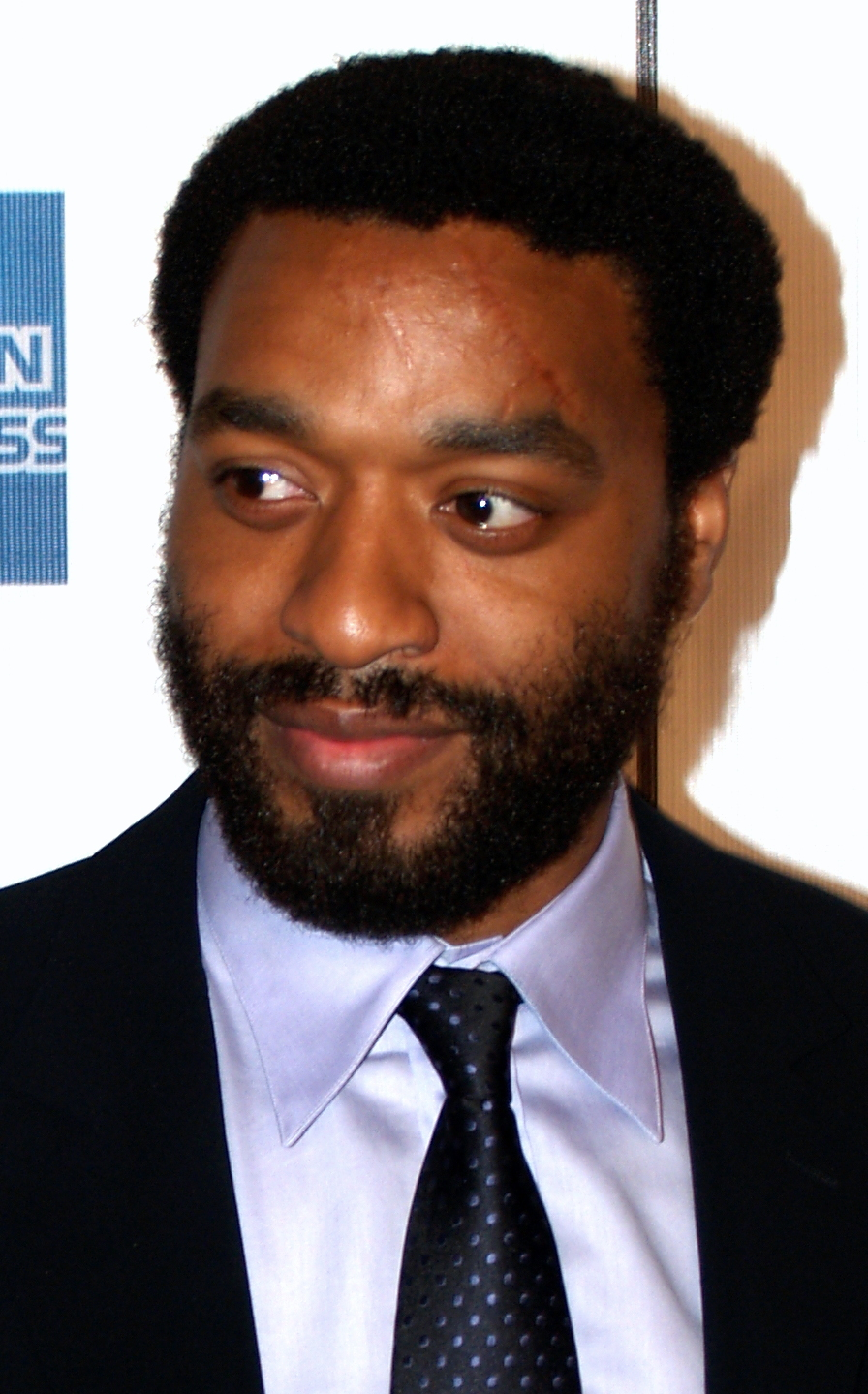
Chiwetel Ejiofor
Bästa manliga huvudroll

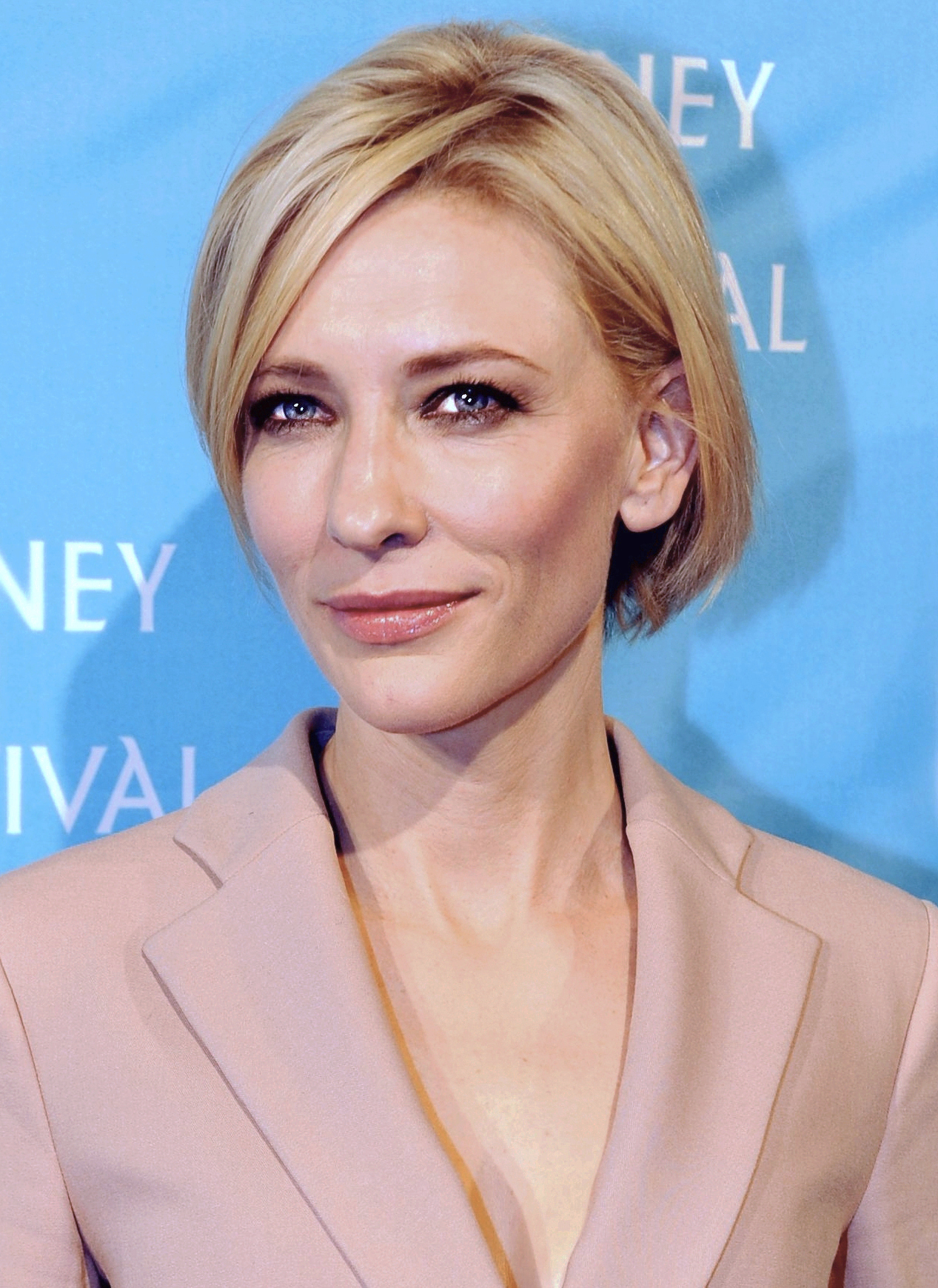
Cate Blanchett
Bästa kvinnliga huvudroll

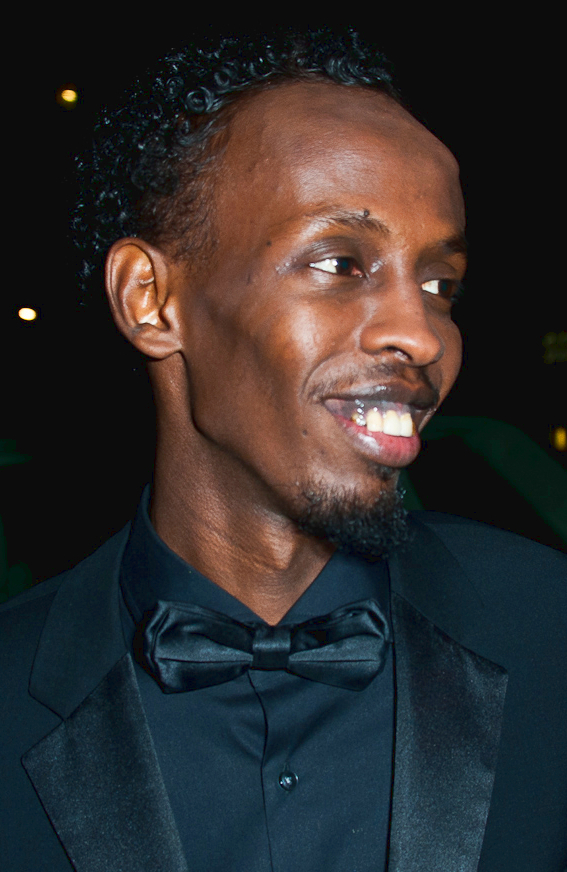
Barkhad Abdi
Bästa manliga biroll

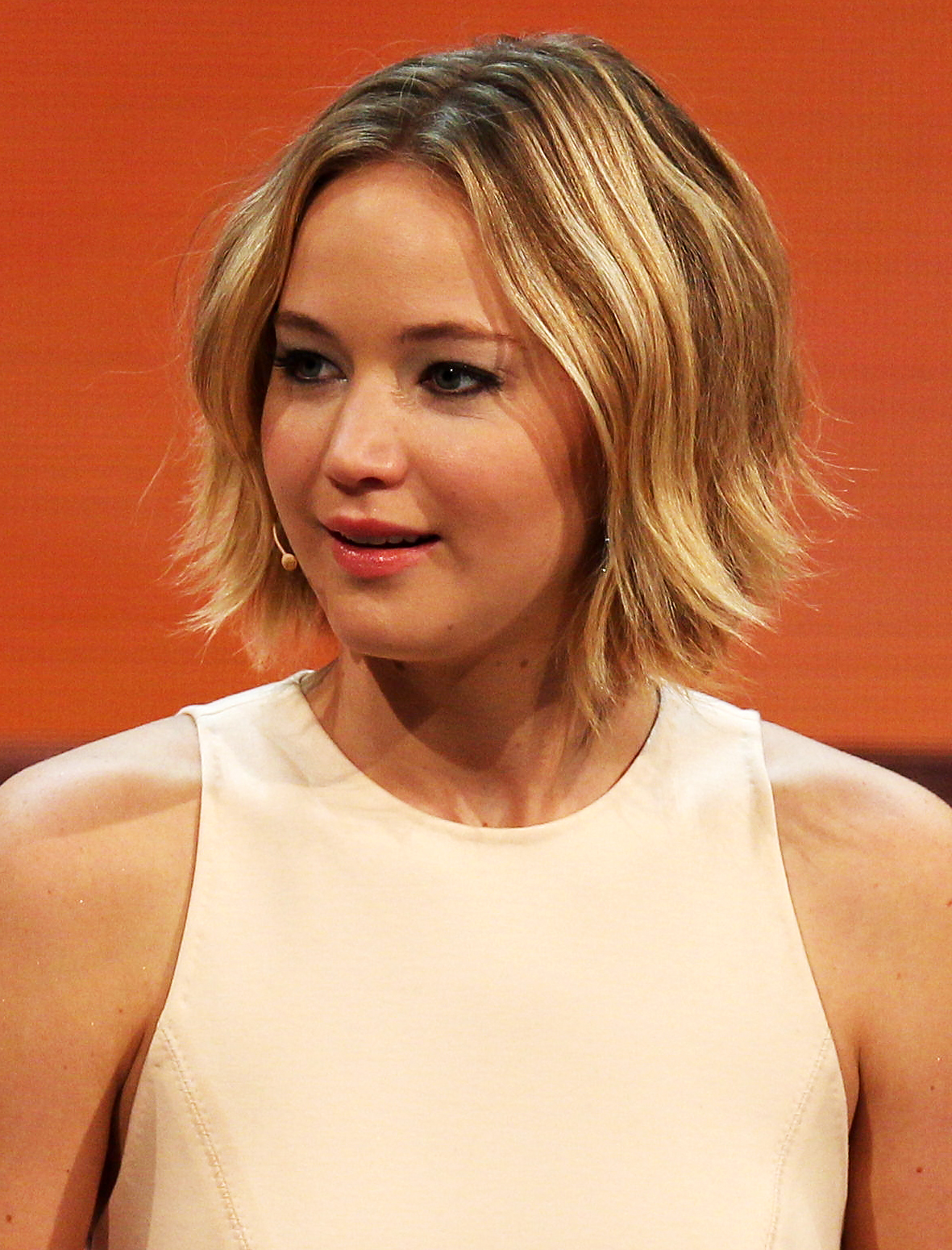
Jennifer Lawrence
Bästa kvinnliga biroll

| - 12 Years a Slave – Anthony Katagas, Brad Pitt, Dede Gardner, Jeremy Kleiner och Steve McQueen - American Hustle – Charles Roven, Richard Suckle, Megan Ellison och Jonathan Gordon - Captain Phillips – Scott Rudin, Dana Brunetti och Michael De Luca - Gravity – Alfonso Cuarón och David Heyman - Philomena – Gabrielle Tana, Steve Coogan och Tracey Seaward | - Alfonso Cuarón – Gravity - Paul Greengrass – Captain Phillips - David O. Russell – American Hustle - Steve McQueen – 12 Years a Slave - Martin Scorsese – The Wolf of Wall Street |
| Bästa manliga huvudroll | Bästa kvinnliga huvudroll |
| - Chiwetel Ejiofor – 12 Years a Slave - Christian Bale – American Hustle - Bruce Dern – Nebraska - Leonardo DiCaprio – The Wolf of Wall Street - Tom Hanks – Captain Phillips | - Cate Blanchett – Blue Jasmine - Amy Adams – American Hustle - Sandra Bullock – Gravity - Judi Dench – Philomena - Emma Thompson – Saving Mr. Banks |
| Bästa manliga biroll | Bästa kvinnliga biroll |
| - Barkhad Abdi – Captain Phillips - Daniel Brühl – Rush - Bradley Cooper – American Hustle - Matt Damon – Mitt liv med Liberace - Michael Fassbender – 12 Years a Slave | - Jennifer Lawrence – American Hustle - Sally Hawkins – Blue Jasmine - Lupita Nyong'o – 12 Years a Slave - Julia Roberts – En familj – August: Osage County - Oprah Winfrey – The Butler |
| Bästa originalmanus | Bästa manus efter förlaga |
| - American Hustle – Eric Warren Singer och David O. Russell - Inside Llewyn Davis – Joel Coen och Ethan Coen - Gravity – Alfonso Cuarón och Jonás Cuarón - Blue Jasmine – Woody Allen - Nebraska – Bob Nelson | - Philomena – Steve Coogan och Jeff Pope - Mitt liv med Liberace – Richard LaGravenese - 12 Years a Slave – John Ridley - Captain Phillips – Billy Ray - The Wolf of Wall Street – Terence Winter |
| Bästa brittiska film | Bästa icke-engelskspråkiga film |
| - Gravity – Alfonso Cuarón, David Heyman och Jonás Cuarón - Mandela – Vägen till frihet – Justin Chadwick, Anant Singh, David M. Thompson och William Nicholson - Saving Mr. Banks – John Lee Hancock, Alison Owen, Ian Collie, Philip Steuer, Kelly Marcel och Sue Smith - Philomena – Stephen Frears, Gabrielle Tana, Steve Coogan, Tracey Seaward och Jeff Pope - The Selfish Giant – Clio Barnard och Tracy O'Riordan - Rush – Ron Howard, Andrew Eaton och Peter Morgan | - Den stora skönheten – Paolo Sorrentino, Nicola Giuliano och Francesca Cima - Blå är den varmaste färgen – Abdellatif Kechiche, Brahim Chioua och Vincent Maraval - The Act of Killing – Joshua Oppenheimer och Signe Byrge Sørensen - Den gröna cykeln – Haifaa Al-Mansour, Gerhard Meixner och Roman Paul - Metro Manila – Sean Ellis och Mathilde Charpentier                                                                                               |
| Bästa dokumentär | Bästa debut av en brittisk författare, regissör eller producent |
| - The Act of Killing – Joshua Oppenheimer - The Armstrong Lie – Alex Gibney - Tim's Vermeer – Teller, Penn Jillette och Farley Ziegler - We Steal Secrets: The Story of WikiLeaks – Alex Gibney - Blackfish – Gabriela Cowperthwaite | - Kelly + Victor – Kieran Evans - Good Vibrations – Colin Carberry och Glenn Patterson - Saving Mr. Banks – Kelly Marcel - For Those in Peril – Paul Wright och Polly Stokes - Shell – Scott Graham |
| Bästa filmmusik | Bästa ljud |
| - Gravity – Steven Price - Boktjuven – John Williams - Captain Phillips – Henry Jackman - Saving Mr. Banks – Thomas Newman - 12 Years a Slave – Hans Zimmer | - Gravity – Glenn Freemantle, Skip Lievsay, Christopher Benstead, Niv Adiri och Chris Munro - All Is Lost – Richard Hymns, Steve Boeddeker, Brandon Proctor, Micah Bloomberg och Gillian Arthur - Captain Phillips – Chris Burdon, Mark Taylor, Mike Prestwood Smith, Chris Munro och Oliver Tarney - Rush – Danny Hambrook, Martin Steyer, Stefan Korte, Markus Stemler och Frank Kruse - Inside Llewyn Davis – Peter F. Kurland, Skip Lievsay och Greg Orloff |
| Bästa scenografi | Bästa foto |
| - Den store Gatsby – Catherine Martin och Beverley Dunn - Gravity – Andy Nicholson, Rosie Goodwin och Joanne Woollard - American Hustle – Judy Becker och Heather Loeffler - 12 Years a Slave – Adam Stockhausen och Alice Baker - Mitt liv med Liberace – Howard Cummings | - Gravity – Emmanuel Lubezki - Captain Phillips – Barry Ackroyd - Inside Llewyn Davis – Bruno Delbonnel - Nebraska – Phedon Papamichael - 12 Years a Slave – Sean Bobbitt |
| Bästa smink | Bästa kostym |
| - American Hustle – Evelyne Noraz och Lori McCoy-Bell - Hobbit: Smaugs ödemark – Peter King, Richard Taylor och Rick Findlater - The Butler – Debra Denson, Beverly Jo Pryor och Candace Neal - Mitt liv med Liberace – Kate Biscoe och Marie Larkin - Den store Gatsby – Maurizio Silvi och Kerry Warn | - Den store Gatsby – Catherine Martin - Mitt liv med Liberace – Ellen Mirojnick - American Hustle – Michael Wilkinson - The Invisible Woman – Michael O'Connor - Saving Mr. Banks – Daniel Orlandi |
| Bästa klippning | Bästa specialeffekter |
| - Rush – Daniel P. Hanley och Mike Hill - 12 Years a Slave – Joe Walker - Captain Phillips – Christopher Rouse - Gravity – Mark Sanger - The Wolf of Wall Street – Thelma Schoonmaker | - Gravity – Tim Webber, Chris Lawrence, David Shirk, Neil Corbould och Nikki Penny - Hobbit: Smaugs ödemark – Eric Reynolds, David Clayton, Joe Letteri och Eric Saindon - Iron Man 3 – Bryan Grill, Christopher Townsend, Guy Williams och Daniel Sudick - Pacific Rim – Hal T. Hickel, John Knoll, Lindy DeQuattro och Nigel Sumner - Star Trek Into Darkness – Ben Grossmann, Burt Dalton, Pat Tubach och Roger Guyett                                       |
| Bästa animerade film | Bästa animerade kortfilm |
| - Frost – Chris Buck och Jennifer Lee - Dumma mej 2 – Chris Renaud och Pierre Coffin - Monsters University – Dan Scanlon | - Sleeping with the Fishes – James Walker, Yousif Al-Khalifa och Sarah Woolner - Everything I Can See from Here – Bjorn-Erik Aschim och Sam Taylor - I Am Tom Moody – Ainslie Henderson |
| Bästa kortfilm | Rising Star Award |
| - Room 8 – James W. Griffiths och Sophie Venner - Island Queen – Ben Mallaby och Nat Luurtsema - Keeping Up with the Joneses – Michael Pearce, Selina Lim och Megan Rubens - Orbit Ever After – Jamie Magnus Stone, Chee-Lan Chan och Len Rowles - Sea View – Anna Duffield och Jane Linfoot | - Will Poulter - Dane DeHaan - Lupita Nyong'o - George MacKay - Léa Seydoux |

### Academy Fellowship
- Helen Mirren
- Julie Walters
- Rockstar Games

### Outstanding British Contribution to Cinema
- Peter Greenaway

### Filmer med flera vinster
- 6 vinster: Gravity
- 3 vinster: American Hustle
- 2 vinster: 12 Years a Slave och Den store Gatsby

### Filmer med flera nomineringar
- 11 nomineringar: Gravity
- 10 nomineringar: 12 Years a Slave och American Hustle
- 9 nomineringar: Captain Phillips
- 5 nomineringar: Mitt liv med Liberace och Saving Mr. Banks
- 4 nomineringar: Philomena, Rush och The Wolf of Wall Street
- 3 nomineringar: Blue Jasmine, Den store Gatsby, Inside Llewyn Davis och Nebraska
- 2 nomineringar: The Act of Killing, The Butler och Hobbit: Smaugs ödemark